# Curtiss R2C
Le Curtiss R2C était un avion de course conçu en 1923 pour la Marine des États-Unis par Curtiss. C'était un biplan monoplace avec un fuselage monocoque et des ailes single-bay. L'avion a été initialement désigné R2C-1, dont deux exemplaires ont été produits. L'un d'eux a été converti en hydravion, R2C-2.

## Historique opérationnel
Les R2C-1 ont participé au Pulitzer Trophy en 1923, remportant les première et deuxième places. Le lieutenant Alford J. Williams, Jr. a établi un record du monde de la FAI à 429,03 km/h. Le R2C restant a été modifié avec des flotteurs en 1924 pour le Schneider Trophy, mais l'événement a été annulé. L'avion a terminé sa carrière en formant des pilotes pour les courses de 1925 et 1926.

## Variantes
R2C-1Avion de course terrestre, deux construits.
R2C-2Avion de course hydravion, un converti.

## Opérateurs
États-Unis
- United States Navy
- United States Army

## Caractéristiques
Élément : Détails
- Équipage : 1
- Longueur : 6,00 m
- Envergure : 6,71 m
- Hauteur : 2,08 m
- Surface alaire : 13,75 m²
- Profil d'aile : Curtiss C-62
- Poids à vide : 851 kg
- Poids maximal : 940 kg

## Motorisation
| Élément   | Détails                                                       |
| --------- | ------------------------------------------------------------- |
| Moteur    | 1 × Curtiss D-12A, moteur à piston V-12 refroidi par eau      |
| Puissance | 507 ch (378 kW)                                               |
| Hélice    | Curtiss-Reed, 2 pales en alliage d'aluminium forgé à pas fixe |

## Performances
Élément : Détails
- Vitesse maximale : 266 mph (428 km/h) au niveau de la mer
- Autonomie : 173 miles (278 km) à pleine puissance, 430 miles (692 km) en croisière
- Plafond : 31 800 pieds (9 693 m)
- Temps de montée à 10 000 pieds : 3 minutes 36 secondes